# نهان‌سازی در برگردان

نهان‌سازی در برگردان یا وارون‌نگاری صوتی (به انگلیسی: Backmasking) روشی‌است برای ضبط صدا که در آن نوا یا پیامی صوتی، به صورت وارونه بر روی نوار آهنگی دیگر ضبط شده و مستتر می‌شود. وارون‌نگاری کاربردی دانسته و تعمدی است و برخی افراد بر این باورند که می‌توان پیغامی را بدین وسیله به شنونده، بدون اینکه از آن آگاه باشد و بدون اینکه خود بخواهد منتقل نمود.
نخستین بار گروه راک انگلیسی بیتلز با بهره‌جویی از برگردان آواز و موسیقی‌شان در ضبط آلبوم ریوُلور (۱۹۶۶)، وارون‌نگاری را به مردم شناساندند. از آن زمان هنرمندان موسیقی از این شگرد برای جلوه‌های مختلف هنری، فکاهی و هزلی در آثارشان — چه به صورت آنالوگ و چه دیجیتال — استفاده کرده‌اند. این روش همچنین برای سانسور واژه‌ها یا عبارت‌های نامناسب و پدیدآوردن یک نسخهٔ پاکسازی‌شده از ترانه، نیز مورد استفاده قرار می‌گیرد.
وارون‌نگاری در آمریکا از دههٔ ۱۹۸۰ زمانی که نهادهای مذهبی به‌کارگیری‌اش را توسط گروه‌های برجستهٔ موسیقی در راستای اندیشه‌های اهریمنی دانستند، منشأ کشمکش‌هایی گردید که تظاهرات صفحه‌سوزان و وضع قانون «ضد نهان‌سازی در برگردان» توسط قانون‌گذاران ایالتی و فدرال آمریکا را در پی داشت. اینکه نهان‌سازی در برگردان می‌تواند به‌صورت زیر آستانه‌ای (ناخودآگاه)  بر شنوندگان تأثیر کند یا خیر، پرسشی است که هنوز مورد چالش است.

## تاریخچه

### شکل‌گیری
اگرچه بعد از اختراع فونوگراف توسط توماس ادیسون در سال ۱۸۷۷، ایجاد این پدیده باکمک چرخش وارونهٔ صفحهٔ موسیقی امکان‌پذیر بوده‌است، اما پیشرفت فناوری‌های صوتی در دههٔ ۱۹۵۰ و هم‌زمان با آن، همه‌گیر شدن استفاده از دستگاه‌های ضبط صدا بر روی نوار در استودیوهای ضبط، راه را برای شکل‌گیری این صنعت هموار نمودند.

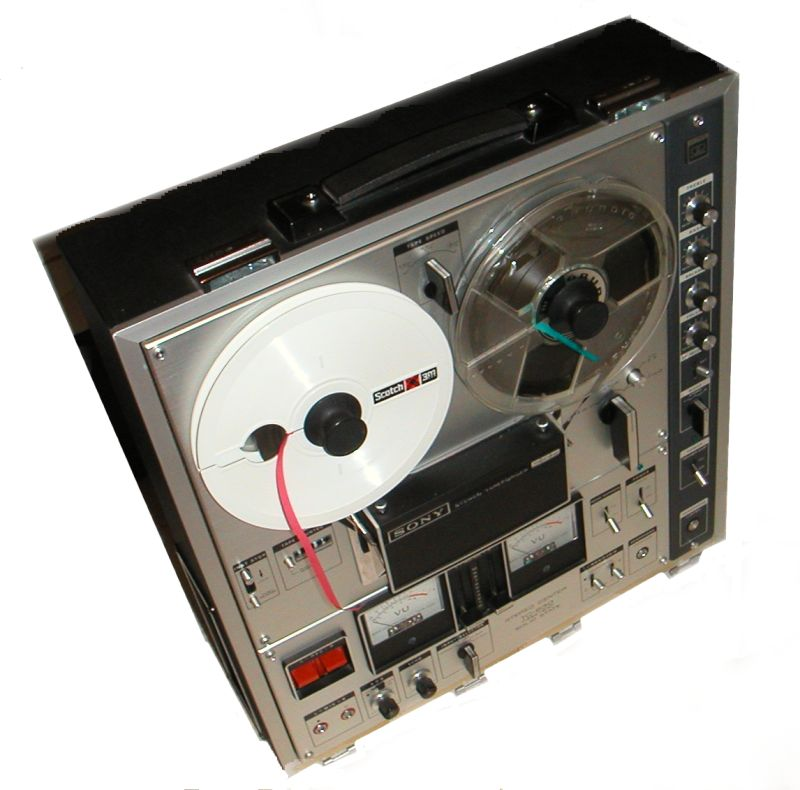
دستگاه‌های ضبط صوت قرقره‌ای (ریل) امکان ضبط برگردان را در استودیوهای ضبط صدا فراهم می‌کردند.

در این میان باید گروه بیتلز را پیشگام معرفی، عرضه و معروف‌سازی این شگرد دانست. جان لنون (خوانندهٔ گروه) و جورج مارتین (تهیه‌کننده) هردو ادعا کرده‌اند که کاشف شگرد وارون‌نگاری در سال ۱۹۶۶ به‌هنگام آماده‌سازی آلبوم روُلور بوده‌اند. این شگرد به‌ویژه در آهنگ‌های فردا هرگز نمی‌فهمد و من فقط خواب‌ام و تک‌آهنگ باران، به کار گرفته شده‌است. لنون عنوان ساخت، زمانی که تحت تأثیر ماری جوانا بوده، به‌اشتباه آهنگ باران را برعکس پخش می‌کند و در پی آن نوای گوش‌نوازی می‌شنود. فردای آن روز این موضوع را با دیگر اعضای گروه به میان گذارده و این روش را برای نخستین بار در تکنوازی گیتار آهنگ فردا هرگز نمی‌فهمد و در قطعهٔ واپسین آهنگ باران به‌کار می‌گیرد. اما بنا بر گفتهٔ مارتین، گروه با تغییر تندی و برگردان نوار آهنگ فردا هرگز نمی‌فهمد در حال آزمایش بوده‌اند و این او بوده که ایدهٔ وارونه‌سازی آواز لنون و نوای گیتار را داده که در بخشی از آهنگ باران به کار بسته شده‌است. به ادعای او، پس از آن بوده که لنون از این شگرد خوشش آمده و آن را ادامه داده‌است. به هر روی، باران نخستین آهنگی می‌باشد که دربردارندهٔ پیامی در وارونش است، () به‌طوری‌که آخرین بیت موجود در آهنگ وارونی از بیت اول آن می‌باشد.

### شایعات
گروه بیتلز از دو سو در انتشار پدیدهٔ وارون‌نگاری نقش داشته‌اند. از یک سو با به‌کارگیری آن به‌عنوان شگردی در ضبط موسیقی و ایجاد جنجال‌های متعاقب و از دیگر سو به‌دلیل شایعات ساخته شده. دومین مورد، ریشه در رویدادی در سال ۱۹۶۹ دارد، زمانی‌که راس گیب دی جی یکی از ایستگاه‌های رادیویی سرشناس از یک شنونده، تلفنی دریافت داشت که از شایعهٔ مرگ پل مک‌کارتنی عضو گروه خبر می‌داد و مدعی بود که در آهنگ «انقلاب ۹» پیام وارونه‌ای در گواه این ادعا موجود می‌باشد. گیب صفحهٔ آهنگ را وارونه پخش کرد و پیامی را شنید که ترجمهٔ آن چنین بود: مُرده سرخوش‌ام ساز ...، مُرده سرخوش‌ام ساز ...، مُرده سرخوش‌ام ساز ...() گیب در مورد آنچه که او آن را «پنهان‌کاری بزرگ» نامید با شنوندگانش آغاز به گفتگو کرد و به‌تدریج به نخستین سرنخ، نشانه‌های مختلف دیگری نیز افزوده شدند. از جمله پیام وارونهٔ منتسبی با این ترجمه: پل مردی مُرده است، فقدانش را حس کنید، حس کنید، حس کنید در آهنگ من خیلی خسته‌ام. شایعهٔ مرگ پل مک‌کارتنی ایدهٔ استفاده از وارون‌نگاری در موسیقی را قوت بخشید.
پس از شو گیب، آهنگ‌های بسیاری که در برگردانشان سخنانی درظاهر بامعنی شنیده می‌شد، کشف شدند. در ابتدا این امر به‌دست هواداران پروپاقرص موسیقی راک انجام می‌پذیرفت ولی در اواخر دههٔ ۱۹۷۰ میلادی، به‌هنگام خیزش مسیحیان راستگرای افراطی در آمریکا،، گروه‌های تندرو مسیحی مدعی شدند، که پیام‌های نهان‌سازی شده در برگردان آهنگ‌ها می‌تواند از ذهن خودآگاه گذر کرده و در ضمیر ناخودآگاه انسان رخنه کنند. موضوعی که شاید نادانسته از سوی شنونده پذیرفته شوند. در سال ۱۹۸۱، دی جی مذهبی، مایکل میلز در یک برنامهٔ رادیویی ابراز داشت که آهنگ «پلکانی به‌سوی بهشت» از لد زپلین دربرگیرندهٔ پیام‌های مخفی شده‌ایست که از سوی ضمیر ناخودآگاه انسان شنیده می‌شوند. در آغاز سال ۱۹۸۲، پل کراچ از شبکهٔ ترینیتی در یک جُنگ تلویزیونی به همراه مهمانی با نام ویلیام یارول که خودرا کارشناس علوم عصبی معرفی کرده بود، استدلال کردند، ستاره‌های موسیقی راک در پیوندی با کلیسای شیطان پیام‌های رخنه‌گر در ناخودآگاه را در موسیقی‌شان نهفته می‌سازند. در سال ۱۹۸۲،‌گری گرینوالد، پیشوای روحانی افراطی مسیحی، چندین سخنرانی عمومی دربارهٔ خطرهای موجود در آهنگ‌های دربردارندهٔ پدیدهٔ وارون‌نگاری ایراد نمود و به‌دنبال آن‌ها دست‌کم یک مراسم صفحه خردکنی نیز برگزار شد. در همان سال، ۳۰ نوجوان اهل کارولینای شمالی، به رهبری روحانی موبدشان، مدعی شدند خوانندگان ازسوی شیطان تسخیر شده‌اند تا از صدایشان به‌عنوان ابزاری برای پدیدآوردن پیام‌های نهانی در برگردان موسیقی بهره‌گیری شود، و پس از آن مراسم صفحه‌سوزانی در کلیسایشان برگزار کردند.
ادعای نهان‌سازی اهریمنی در برگردان آهنگ‌ها از سوی روانشناسان اجتماعی، والدین جوانان و منتقدان موسیقی راک نیز مطرح شده‌است. افزون برآن انجمن پی‌ام‌آرسی گروه لد زپلین را به استفاده از نهان‌سازی در برگردان برای تبلیغ شیطان پرستی محکوم نمود. در ۲۸ آوریل ۱۹۸۲ دان ریتر گزارشگر اخبار شامگاهی سی‌بی‌اس، از کشف پیام‌هایی که گمان می‌رود، در برگردان بخشی از آهنگ‌های لد زپلین و الکتریک لایت ارکسترا و استیکس نهان‌سازی شده باشند، خبر داد و بخشی از آن‌ها را نیز بازپخش نمود.

### وضع قوانین
یکی از برایندهای خشم به بار آمده، اخراج شدن پنج دی جی از رادیوها بود، بدین سبب که شنوندگان را به جستجوی پیام‌های پنهانی در برگردان آهنگ‌ها ترغیب کرده بودند. پی‌آمد جدی‌تر در این زمینه شاید تصویب قانونی علیه نهان‌سازی در برگردان، از سوی فرمانداری ایالتی آرکانزاس و کالیفرنیا بود. دادخواست سال ۱۹۸۳ کالیفرنیا بدینسان مطرح شد تا از نهان‌سازی که «می‌تواند رفتارمان را نادانسته و ناخواسته دگرگون ساخته و ما را به هواخواهان ضد مسیح بدل سازد» جلوگیری کند. دادخواست مصوب انتشار هر نوع صفحه یا نواری که نهان‌سازی احتمالی موجود در برگردانشان را به‌وضوح عنوان نساخته را از مصادیق تجاوز به حریم خصوصی افراد شناخت که به‌خاطرش می‌توان توزیع‌کنندهٔ اثر را تحت پیگرد قانونی قرار داد.
قانون آرکانزاس که به‌اتفاق آراء در ۱۹۸۳ پذیرفته شد، به آلبوم‌هایی از بیتلز، پینک فلوید، الکتریک لایت ارکسترا، کوئین و استیکس معطوف می‌شد، و حکم نمود که نوارها و صفحه‌ها باید برچسبی با این مضمون را برخود داشته باشند: «هشدار: این اثر حاوی گفتار نهان شده در برگردان خود می‌باشد که ممکن است قابل درک توسط ضمیر ناخودآگاه، به‌هنگام پخش عادی باشد». البته این حکم توسط بیل کلینتون فرماندار وقت، به سنای ایالتی عودت داده شد و در نهایت ملغی گردید. لایحهٔ شماره ۶۳۶۳، که در سال ۱۹۸۲ توسط نمایندهٔ کالیفرنیا باب دورنان تقدیم مجلس شد نیز حکمی مشابه را پیشنهاد می‌کرد. این حکم به کمیسیون فرعی بازرگانی، ترابری و جهانگردی ارجاع شد و هرگز تصویب نشد. همچنین توسط مجلس‌های تگزاس و کانادا، اقدامات حکومتی مشابهی درخواست شدند.

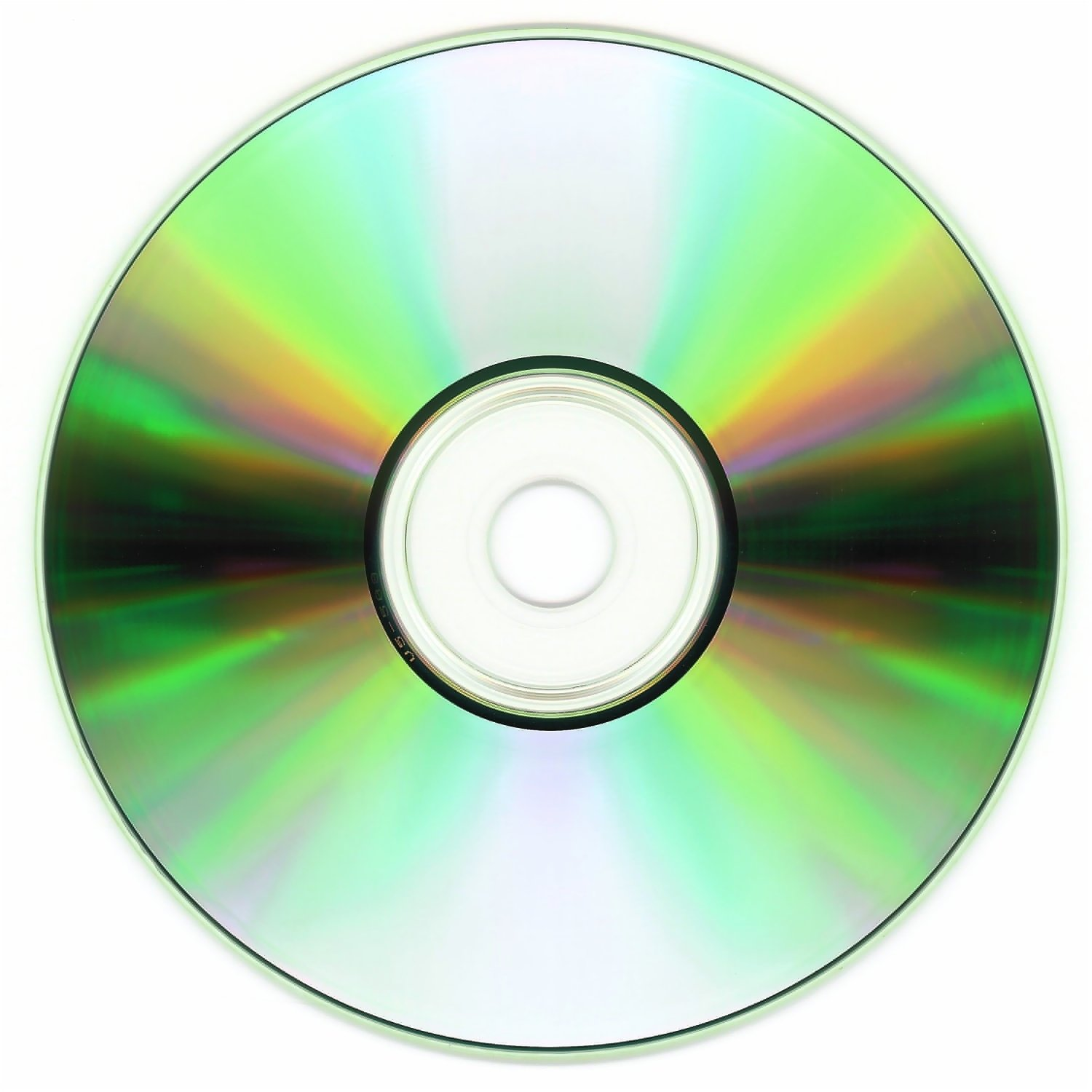
لوح فشرده پیدا کردن پیام‌های وارونه را دشوار کرد، که باعث فروکش شدن تب وارون‌نگاری شد.

با ورود سی دی به بازار در دهه ۱۹۸۰، ولی پیش از دسترسی به فناوری‌های ویرایشی صدا در کامپیوترهای شخصی در دهه ۱۹۹۰، امکان گوش دادن به برگردان ترانه‌ها دشوارتر شد و هیاهوی به وجود آمده فروکش کرد.

### تجدید فعالیت
گرچه جنجال نهان‌سازی در برگردان در دههٔ ۱۹۸۰ به اوج خود رسید، باور همگانی رخنه در ناخودآگاه (ادراک زیرآستانه‌ای) در دههٔ بعد گسترده‌تر گردید و این باور نهان‌سازی شیطانی به دهه ۱۹۹۰ کشیده شد. همزمان، تولید نرم‌افزارهای ویرایش صدا با ویژگی توانایی برگردان اصوات، روند وارونه‌سازی صدا که پیشتر تنها توسط دستگاه‌های ضبط حرفه‌ای شدنی بود را ساده کرد. ابزار عمومی ضبط صدای ویندوز که درون ویندوز ۹۵ تا ویندوز اکس پی وجود داشت، توانایی وارونه‌سازی صداها را با یک کلیک به کاربر می‌داد و نرم‌افزار مشابه، برنامهٔ متن‌باز محبوبی با نام آداسیتی بود. پس از فراگیر شدن اینترنت، جویندگان پیام‌های وارون‌نگاری شده در موسیقی‌ها از این نرم‌افزار بهره گرفتند، تا وب‌گاه‌هایی جهت عرضهٔ نمونه‌های موسیقی وارونه ایجاد کنند، که این امر به روشی پراستفاده برای جستجوی پیام‌های نهان‌سازی شده در برگردان آهنگ‌های متداول بدل گردید.

## استفاده
نهان‌سازی در برگردان به‌عنوان یک شگرد از دههٔ ۱۹۶۰ مورد استفاده قرار گرفته‌است. در دورهٔ ضبط مغناطیسی، برگردان صدا نیاز به دستگاه‌هایی داشت که نوار را وارونه به چرخش درآورد، که البته کاری بس دشوار بود. ضبط دیجیتال این روند را به‌مراتب تسهیل نمود. انگیزه‌های گوناگونی برای استفاده از این شگرد در آهنگ‌ها برشمرده می‌شوند که در ادامه بدان‌ها اشاره می‌شود.

### برگردان اهریمنی
مادامی جنجال نهان‌سازی اهریمنی در برگردان، گریبان‌گیر آهنگ‌های راک کلاسیکی شد که سازندگانشان هرگونه تبلیغ برای شیطان پرستی را رد می‌کردند، این‌گونه نهان‌سازی توسط گروه‌های هوی متال دانسته استفاده شد تا پیام‌هایی در برگردان ترانه‌هاشان گنجانده سازند. گروه‌هایی هم از این صنعت اهریمنی نمایی جهت بهره‌وری‌های اقتصادی سود می‌بردند. برای نمونه گروه ترش متال اسلیر صدایی که به وضوح برعکس شده بود را در ابتدای آلبوم سال ۱۹۸۵شان دوزخ در انتظار است، در آهنگی به همان نام گنجاند، که پیاپی شعار می‌داد «به ما بپیوندید» (). اگرچه تام آرایا خوانندهٔ گروه، تصریح کرد که بهره‌گیری از این صنایع بدیع به‌اصطلاح شیطانی «صرفاً جهت تأثیر گذاری» بیشتر بوده‌است. کریدل آو فیلث، گروه دیگری است که با استفاده از صنعت اهریمنی نمایی آهنگی با عنوان شام در کاخ انحرافیان، انتشار داده که تماماً شامل اصوات فراگیر و قرائتی برعکس از دعای ربانی است (در نگرش مسیحیان خواندن وارونهٔ نیایش ربانی بخشی کلیدی از یکی از آئین‌های مذهبی شیطان پرستان، معروف به مراسم عشای سیاه است).

### استفادهٔ زیبایی شناختی
نهان‌سازی در برگردان گاهی برای بهسازی یا تسهیل درک معنا یا مفهوم یک آهنگ بکار برده می‌شود. در طی دادرسی پروندهٔ پیام‌های زیرآستانه‌ای گروه جوداس پریست، راب هالفورد، خواننده گروه اعتراف کرد کلمات «در نیمه‌های شب، عشق می‌گذرد» را به‌صورت برگردان در آهنگ گزش‌های عشقی از آلبوم مدافعان ایمان گنجانیده است. زمانی‌که از وی پرسیده شد چرا این پیام را ضبط کرده‌است، او گفت: «به‌هنگام ساخت آهنگ، شما همواره در پی ایده‌های نو و نواهای بدیع هستید.»
استنلی کوبریک در سکانس معروف ضیافت نقابداران در فیلم چشمان کاملاً بسته از آهنگی از جاسلین پوک که در پس زمینه حاوی مناجاتی به زبان رومانیایی به صورت برگردان شده بود، استفاده کرد.
یکی از دیگر تکنیک‌ها در وارون‌نگاری شامل برگردان‌کردن بخش پیشینی از یک آهنگ می‌باشد. میسی الیوت از این تکنیک در یکی از آهنگ‌هایش با نام به‌کارش ببند استفاده کرد. شگردی دیگر، شامل برعکس کردن کل یک آهنگ بی‌کلام است. جان لنون ابتدا می‌خواست آهنگ باران را چنین بسازد، ولی مخالفت جورج مارتین تهیه‌کننده و پل مک‌کارتنی عضو دیگر گروه، سبب شد بخش وارون شده به ۳۰ ثانیه تقلیل یابد. گروه استون روزز به‌کرات از این تکنیک در آهنگ‌های متوقف نشو، گرنیکا، و سیمون استفاده کردند. همگی این آهنگ‌ها نسخه‌های برگردان شده از آهنگ‌های دیگر گروه بودند و گاهی با آوازهای جدیدی دوباره صداگذاری شدند.
هنرمندان بیشتر از برگردان اصوات یا نوای سازها جهت ارائهٔ جلوه‌های ویژهٔ صوتی استفاده می‌کنند. یکی از این جلوه‌ها، وارونهٔ صدای پژواک می‌باشد.

### شوخی‌های پیامی
یکی دیگر از کاربردهای وارون‌نگاری، نهان‌سازی پیام‌های نیشدار یا به سخره‌گرفتن در یک ترانه است. در ترانهٔ مسیر انحرافی به دوزخ از آلبوم سال ۱۹۸۴ ویرد ال یانکویچ سه‌بعدی، خواننده با استفاده از صدای برگردان عنوان می‌کند «ابلیس سس پنیر چیز ویز می‌خورد». الکتریک لایت ارکسترا (ای‌ال‌او) و استیکس، بدنبال درگیری‌هایشان در جنجال دههٔ ۱۹۷۰ نهان‌سازی در برگردان، ترانه‌هایی را منتشر ساختند که این رفتارهای برضدشان را به سخره می‌گرفتند. ای‌ال‌او، در پاسخ به اتهامات پیشین در مورد استفاده از برگردان‌های اهریمنی، در سال ۱۹۸۳ آلبوم کاملی با نام پیام‌های مخفی منتشر ساخت، که در ترانه‌های آن مکرراً از پیام‌های این‌چنینی استفاده کرده بود. استیکس و آیرون میدن نیز آلبوم‌هایی با انگیزه‌های مشابه در همان سال بیرون دادند.

### ایجاد پیام‌های انتقادی و صریح

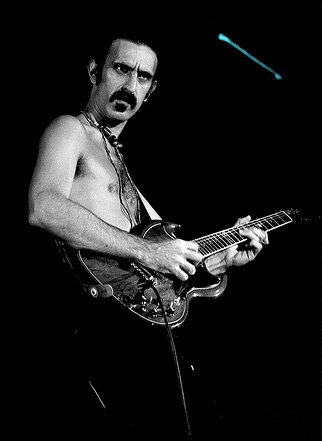
فرانک زاپا از نهان‌سازی در برگردان برای پرهیز از سانسور استفاده کرد.

از نهان‌سازی در برگردان همچنین برای ضبط بیاناتی که چه بسا، بیش از اندازه برای پخش انتقادی باشند، استفاده می‌شود. فرانک زاپا برای اجتناب از سانسور شدن آهنگ سرگین داغ از آلبوم سال ۱۹۶۸ ما تنها بخاطر پول درآنیم از نهان‌سازی در برگردان استفاده کرد. در نگارش منتشره پیامی برگردان نهاده شد که دربرگیرندهٔ سروده‌ای بود که پیشتر دستور حذف آن از متن آهنگ مردم مادر به‌دلیل هرزه‌گویی، ازسوی کمپانی پخش‌کننده داده شده بود. پس زاپا آن را بیرون کشید، وارونه کرد و درون آهنگی دیگر از آلبوم قرار داد. مثالی دیگر را می‌توان در آلبوم سرگرمی تا مرز مردن سال ۱۹۹۱ راجر واترز یافت که در جایی از آن، وارونه استنلی کوبریک را به‌دلیل عدم پذیرش درخواست او، برای به‌کارگیری صدای تنفس در فیلم راز کیهان به‌عنوان افکتی در آلبوم جدیدش، نکوهش می‌کند.

### سانسور
کاربرد دیگر نهان‌سازی در برگردان، در سانسور واژه‌ها و عباراتی است که برای پخش در شبکه‌های رادیو تلویزیونی همگانی یا نسخهٔ پاک آلبوم‌ها نامناسب تلقی می‌شوند.، اما سازندگان بر استفاده از آن واژه‌ها در متن ترانه‌شان پافشاری می‌کنند. این کار به‌ویژه در موسیقی رپ نمودار گردیده است. برای نمونه می‌توان به کاربرد کلمه "ish" به جای کلمه "shit" که امروزه بسیار متداول شده و در واقع برگردان آوایی آن می‌باشد اشاره کرد. یا موارد دیگری بدین سیاق که به‌جای خود واژه یا عبارت از برگردان آن در متن آهنگ استفاده می‌شود. نمونه‌ای از این دست را می‌توان در سانسور کلمات نامناسب در آلبوم روزهای بهتر(۲۰۰۲) از توپاک دید که بازیابی‌های فراوانی به واژگان مرتبط با مواد مخدر، هرز گویی‌ها و کلمات رکیک داشت. همچنین این پدیده در نسخهٔ پاکسازی شدهٔ آلبوم امتیاز از گروه فیوجیز یافته می‌شود که ناسزاگویی‌های برگردان‌شدهٔ زیادی در درون خود نهان کرده‌است. بدینسان که اگر آلبوم را وارونه پخش کنید واژه‌های سانسور شده به روشنی در میان دیگر گفتارهای نامفهوم برگردانده شده، قابل تشخیص است.

## بازتاب‌ها در جامعهٔ فرهنگی
پدیدهٔ نهان‌سازی در برگردان در شماری از فیلم‌ها و سریال‌های محبوب تلویزیونی کاربرد داشته یا بدان اشاره گردیده است. در بخش‌هایی در قسمت «وارونه» از سریال تلویزیونی کمدی-تخیلی رد دوارف که داستان آن در بخشی از کرهٔ زمین می‌گذرد که در آنجا گذر زمان به عقب است، عملاً فیلم برعکس پخش می‌شود و گفتارهای وارونهٔ نامفهوم، با زیرنویس نشان‌داده می‌شوند. در یک صحنه مجادله در مشروب فروشی اگر دیالوگ وارونه‌شده را برگردان کنیم جملاتی شنیده می‌شود که برخلاف زیرنویس نوشته شده در حال مسخره کردن شنوندگانی است که با صرف وقت این پیام را دریافت کرده‌اند.
در بخشی از فیلم انیمیشن سینمایی بیویس و بات‌هد امریکا را می‌نمایند(۱۹۹۶) سکانسی از توهمات بیویس و بات‌هد در صحرا شامل صداهایی است که اگر برگردانده شود به‌وضوح جملات «همه برید کالج، درس بخونید، حسابی درس بخونید» از زبان بیویس و بات‌هد شنیده می‌شود.
در فیلم کمدی نیکی کوچولو (۲۰۰۰)، شخصیتی در تلاش است تا ثابت کند پیامی شیطانی در آلبوم آزی آزبورن نهفته است. در این زمان قهرمان فیلم (یکی از فرزندان شیطان با بازیگری آدام سندلر) به او می‌گوید آزی همواره در مورد پیام‌های شیطانی‌اش صادق و روراست بوده و هرگز از این تدابیر استفاده نمی‌کند. در عوض گروهی با سبکی ملایمتر همچون شیکاگو پیام شیطانی «به نام اهریمن تورا فرمان می‌دهم تا بغض و کینه را در سرتاسر جهان پراکنده سازی» را در برگردان آهنگش نهان‌سازی نموده‌است.
در قسمتی از سری سال ۲۰۰۱ سریال تلویزیونی خانوادهٔ سیمپسون، بارت عضو گروه موسیقی با نام بچه‌های پارتی می‌شود که ترانهٔ «بمب را بنداز» آن‌ها دربردارندهٔ جملهٔ مبهمی‌است که بارها از زبان رقاصه‌های عرب بازگو می‌شود. لیزا در پی گمان‌برانگیز بودن بیت، آن را وارونه پخش می‌کند و پیام نهان‌سازی شدهٔ «به نیروی دریایی بپیوندید» را در برگردان ترانه کشف می‌کند و درمی‌یابد که این گروه همچون ابزاری دردست نیروی دریایی آمریکا برای انتقال پیام‌های زیرآستانه‌ای عمل می‌کند. در قسمتی دیگر که پل مک‌کارتنی در آن به ایفای نقش خویش پرداخته وارون یکی از آهنگ‌های او پخش می‌شود و جملهٔ «اوه، در ضمن، من هنوز زنده‌ام» پدیدار می‌شود که اشاره‌ای طنزگونه دارد به واقعهٔ شایعهٔ مرگ او در دههٔ ۱۹۷۰ دارد.

## اتهام‌ها و دیدگاه‌ها
هنرمندان بنامی به نهان‌سازی در برگردان متهم شده‌اند، از جمله: لد زپلین، بیتلها، پینک فلوید، الکتریک لایت ارکسترا، کوئین، استیکس، ای‌سی/دی‌سی، جوداس پریست،ایگلز، رولینگ استونز، جفرسون استارشیپ، بلک اوک آرکانزاس، راش، بریتنی اسپیرز، و امینم. کم‌وبیش تمامی این هنرمندان اتهامات وارده را مردود دانسته‌اند. یکی از شناخته‌شده‌ترین وارون‌نگاری‌های انتسابی، به آهنگ «پلکانی به‌سوی بهشت» از لد زپلین در سال ۱۹۷۱ باز می‌گردد. وارونهٔ بخشی از آهنگ، شامل جمله‌ایست که با عبارت «به سلامتیِ شیطانِ شیرینِ من» آغاز می‌شود. ولی شرکت نشر موسیقی سوان بیانیه‌ای با این مضمون در رد این ادعاها صادر نمود: «صفحه گردونه‌های ما برای پخش موسیقی فقط در یک جهت گردش می‌کنند و آن جهت متعارف است [و نه جهت عکس]». و خوانندهٔ گروه، رابرت پلنت در مصاحبه‌ای، به اتهامات وارده چنین پاسخ داد: «این برای من بسیار تلخ است، چراکه «پلکانی به‌سوی بهشت» با سرحد خیرترین نیّات نوشته شده بود و در مورد وارونه‌سازی و انگ بندی به آهنگ درنهایت، تنها باید گفت، این انگارهٔ من از خلق موسیقی نیست.» یکی دیگر از این پیام‌های وارونهٔ منتسب، جملهٔ «حشیش کِشی حال میده» در آهنگ «دیگری می‌میرد» از گروه کوئین است که همانند مورد پیشین از سوی سخنگوی گروه تکذیب شد. به هر روی همواره اتهاماتی ازسوی نهادهای گوناگون بر اهالی موسیقی وارد شده که بدان‌ها انگ آلوده‌سازی بخش ناخودآگاه ذهن مردم بواسطهٔ نهان‌سازی مطالب غیراخلاقی و اهریمنی در برگردان آثارشان را وارد می‌سازند.

### گروه‌های مسیحی افراطی
گروه‌های مسیحی افراطی گوناگونی اظهار داشته‌اند که شیطان، یا موسیقی‌دانان تحت نفوذش از پیام‌های نهان‌سازی شده در برگردان آهنگ‌ها برای دگرگون‌سازی رفتاری، بدون اینکه قربانی آگاه باشد استفاده می‌کنند. آنان معتقدند که بدین وسیله مغز قربانی فرمانی را دریافت می‌کند که عملاً گوشش آن را نشنیده است. پیشوای روحانی،‌گری گرینوالد ادعا کرده، پیام‌های پنهان در برگردان موسیقی راک شنوندگان را به سکس و مصرف مواد مخدر تحریک می‌کند. کشیش جیکوب آرانزا در سال ۱۹۸۲ در کتابش نقاب برداری از پیامهای وارونهٔ در نقاب نوشته «گروه‌های راک در حال استفاده از وارون‌نگاری برای هدایت پیام‌های اهریمنی و در پیوند با مواد مخدر به ضمیر ناخودآگاه مردم‌اند.» دی جی مذهبی، مایکل میلز در سال ۱۹۸۱ استدلال کرده «ضمیر ناخودآگاه به‌واسطهٔ تکرار ضرباهنگ و ترانهٔ آهنگ‌ها با موفقیت تحت تأثیر قرار می‌گیرد- بواسطهٔ پیامی زیرآستانه‌ای و به صورت ناآگاهانه.» میلز سفرهایی به سراسر آمریکا برای آگاه‌سازی والدین از خطرات موسیقی راک ترتیب داده است.
برخی وب‌گاه‌های مذهبی مسیحی ادعا کرده‌اند، فناوری نهان‌سازی در برگردان امروزه به‌طور گسترده برای مقاصد اهریمنی در حال استفاده است. تارنمای گروه استرالیائی باورمندان انجیل گفتاوردی از جیکوب آرانزا از کتاب نقاب برداری از پیامهای وارونهٔ در نقاب عطف به گفتار ویلیام یارول تحت موضوع فیزیولوژی پنداشتی از سازوکاری که توسط آن پیام‌های موجود در موسیقی به ناخودآگاه می‌رسند، می‌نویسد:
در مرکز فرماندهی مغز شیری یکطرفه قرار دارد. براساس اطلاعات برنامه‌ریزی شدهٔ پیشین، واکنش‌های احساسی و صلاح‌دید ما، یک پیام ارسالی به مغز پذیرفته یا رد می‌شود... اگر این روند تفسیری، پیام را با منطق موجود در نیمکرهٔ خودآگاه مغز منطبق نبیند، آن را به نیمکرهٔ دیگر برای ارزیابی بعدی می‌فرستد. [به عبارت دیگر،] اگر نیمکرهٔ هوشیار سمت چپ مغز نتواند اطلاعات همخوان شناخته‌شده‌ای را بیابد، نیمکرهٔ خلاق سمت راست پروسهٔ رمزگشایی را به‌عهده می‌گیرد. وقتی نیمکره سمت راست پیام ناشناخته را آئینه‌وار برعکس می‌کند ... آنگاه پیام، دریافت و ثبت می‌گردد.
تارنمای باورمندان انجیل همچنین از نشریهٔ امروز روانشناسی از طرف  سیلورمن چنین نقل قول می‌کند: «ادراک محرک‌هایی که ضعیف‌تر از آنند که آگاهانه شناسایی شوند ... پدیده‌ای حقیقی است که ورای تمامی تردیدهای معقول نمودار گردیده‌است.»

### دعاوی حقوقی
ریچارد رامیرز قاتل زنجیره‌ای، در دادرسی سال ۱۹۸۸ اظهار داشت، موسیقی ای‌سی/دی‌سی و به‌ویژه آهنگ «ولگرد شب» از آلبوم شاهراهی به‌سوی دوزخ الهام‌بخش او برای ارتکاب جنایت بوده‌است. دیوید جان اوتس، بنیان‌گذار نظریهٔ برگردان گفتار مدعی شد آهنگ «شاهراهی به‌سوی دوزخ» در همان آلبوم، دربردارندهٔ پیام‌های وارون‌نگاری شدهٔ، «قانون منم»، «نام من ابلیس است» و «او به جهنم تعلق دارد» است. آنگوس یانگ از ای‌سی/دی‌سی در پاسخ چنین گفت: «شما نیازی به برگرداندن موسیقی [آلبوم] ندارید، برای آنکه ما هرگز [پیام‌ها را] مخفی نساختیم. ما آلبومی را با نام شاهراهی به‌سوی دوزخ خوانده‌ایم، آنجا این درست جلو چشمشان بود.»
در سال ۱۹۹۰، از گروه هوی متال انگلیسی، جوداس پریست برای پروندهٔ خودکشی پیمانی بین دو مرد در نوادا دادخواهی شد. دادخواست خانوادهٔ قربانیان بر این ادعا تهیه شده بود که آلبوم سال ۱۹۷۸ جوداس پریست کلاس منقوش دربردارندهٔ پیام‌های نهانی، شامل عبارت «انجامش بده» در لابلای آهنگ «بدست تو بهتره، بهتر از من»، و پیام‌های مختلف نهانی برگردان‌شده می‌باشد. پرونده از سوی قاضی به‌دلیل نبود شواهد کافی از جاسازی پیام‌های زیرآستانه‌ای در آهنگ‌ها، مختومه اعلام شد، و قاضی پرونده چنین اظهارداشت: «پژوهش علمی ارائه‌شده ثابت نمی‌کند محرک‌های زیرآستانه‌ای، حتی اگر ادراک هم شوند، دستمایهٔ شکل‌گیری و ایجاد اقدامی به این وسعت شوند. عواملی سوای این محرک‌ها موجود بودند که رفتار درگذشتگان را توجیه می‌کنند.» اعضاء گروه جوداس پریست اعلام کردند اگر می‌خواستند فرامینی را در آهنگ‌هایشان بگنجانند که مرگ هواخواهانشان را سبب شود که به زیانشان بود و آن‌ها ترجیح می‌دهند فرمان زیرآستانه‌ای «صفحه‌های بیشتری از ما بخرید» را به جای آن درون آهنگ‌هایشان وارد سازند.

### دیدگاه علمی، پژوهش‌ها و بدبینی‌ها
مایکل شرمر، شک‌گرای سرشناس ادعا نمود که رخداد پدیدهٔ پل مرده در سال ۱۹۶۶ به‌همراه پیام منتسب در پایان آهنگ «من خیلی خسته‌ام»، بواسطهٔ دریافتی نادرست از یک الگو ایجاد شده بود. شرمر مدعیست که آنزمان، مغز انسان با یک توانایی تشخیص الگوی قوی که برای پردازش میزان زیاد سروصدا در محیط پیرامونی لازم بود، استنتاج نموده ولی امروز این قابلیت به تولید مثبت‌های کاذب می‌انجامد. برایان واندل استاد عالیرتبه روانشناسی در دانشگاه استنفورد تصریح می‌کند که توجه و وقع‌گذاری به پیام‌های وارونه، اشتباهی است که از این قابلیت الگو شناسی نشأت گرفته‌است و اظهار می‌دارد تئوری‌های انگیزش زیرآستانه‌ای همگی «موهوم» و «نامقبول»‌اند. جیمز واکر، مدیر انجمن پژوهشی مسیحیت واچمن فلوشیپ، مدعیست که «شما می‌توانید هر سرود روحانی مسیحی را برگزینید و اگر وارونهٔ آن را مدت مدیدی با سرعت‌های مختلف پخش کنید، آن را به بازگویی هرآنچه می‌خواهید وادار خواهید ساخت.» مدیر تبلیغات گروه لد زپلین نیز در تأیید آن گفتار می‌گوید «هرچه را می‌خواهید برعکس پخش کنید،  شما بالاخره درآن چیزی می‌یابید.» اریک بورگوس از وب‌گاه برگردان صدای talkbackwards.com بایگانی‌شده  در ۲۱ ژوئیه ۲۰۰۷ توسط Wayback Machine عنوان می‌دارد که «از لحاظ علم ریاضی، اگر شما به حد نیاز گوش فرادهید، سرانجام الگویی خواهید یافت.» مادامیکه جف میلنر از وب‌گاه وارون‌نگاری jeffmilner.com چنین برمی‌شمرد: «اغلب مردم، وقتی سایت را نشانشان می‌دهم می‌گویند قادر به درک شنیداری هیچ چیز نیستند، البته این تا زمانیست که من متن برگردان ترانه‌ها را نشانشان بدهم.»
مهندس صوت ایوان اولکات، مدعیست پیام‌های برگردان در آفرینه‌های هنرمندانی چون کوئین و لد زپلین، برگردان آواهایی کاملاً تصادفی هستند که در آن‌ها واجهای سروده یا گفته شده، هنگامیکه وارونه‌وار شنیده می‌شوند،‌آمیزهٔ تازه‌ای از واژه‌ها را می‌آفرینند.
در سال ۱۹۸۵، روانشناسان دانشگاه لثبریج، جان ووکی و جی. دان رید پژوهشی را با استفاده از سرود روحانی شماره ۲۳ از انجیل، آهنگ «دیگری می‌میرد» از گروه کوئین و قطعات صوتی دیگری که ویژهٔ این آزمایش ساخته شده بودند، ترتیب دادند. ووکی و رید نتیجه‌گیری کردند چنانچه نهان‌سازی در برگردان وجود هم داشته باشد، بر ذهن بی‌اثر است. شرکت کنندگان در آزمایش، برای بازشناسی عبارات وارون‌نگاشت شده به‌هنگام پخش عادی دچار اشکال شده و ناتوان از تمایز‌دهی انواع پیام از یکدیگر (اعم از پیام‌های مذهبی، شیطانی یا تجاری) بودند و همچنین رفتارشان نیز به عملکردی نینجامید که نتیجهٔ پیام وارون‌نگاشته باشد. ووکی چنین نتیجه گرفت: «ما نتوانستیم هیچ اثری از پیام‌های مهندسی شدهٔ برگردانده را روی رفتار شنوندگان بیابیم، چه رفتار آگاهانه و چه ناخودآگاهانه.» نتایج مشابه ووکی و رید پیشتر از سوی د.آوریل در سال ۱۹۸۲ کسب شده بود. براساس آزمایشی در سال ۱۹۸۸ توسط تی ای مور نیز چنین نتیجه‌گیری شد: «هیچ گواهی از اینکه شنوندگان آگاهانه یا نا‌خودآگاهانه ازسوی درونمایهٔ گفتارهای برگردان شده تحت تأثیر قرار گرفته باشند موجود نمی‌باشد».
در سال ۱۹۸۷ دیوید جان اوتس، جستار شبه علمی را پیش کشید با نام برگردان پیام که در کتابی با همان نام بازنمود یافت. این نظریه پس از نمایش در رسانه‌ها مورد توجه عامه قرار گرفت. در این نظریه باور او بر این است که انسان به‌هنگام خَلق گفتار، ناخودآگاه پیام‌های پنهانی را می‌آفریند که نمایانگر بینشی‌است از اندیشه‌های درونی او. این بار کلام در بخشی از وارون عبارات بازگو شده نهفته گردیده‌است و ترکیب این دو کلام (اصل و برگردان) است که ازسوی آگاهی و ناخودآگاه دریافت می‌شود. اوتس مدعیست که پیام برگردان همواره روراست بوده و حقیقت دیدگاه درونی گوینده را آشکار می‌سازد. بیشتر زبانشناسان بر دیدگاه مطرح شده وقعی نگذاردند و اغلب دانشگاه‌ها و مؤسسات پژوهشی نیز به‌دلیل نبود مبنای نظری برای اینکه پیشگویی‌های اوتس حتی ارزش آزمودن داشته باشد، و این واقعیت که خیلی از ادعاهای او نا‌آزمودنی هستند، از آزمودن تئوری خودداری کرده و آن را فاقد وجاهت علمی دانستند. به هر روی، در اندک آزمایش‌های علمی انجام گرفته نیز این دریافته‌ها تأیید نشدند.
در سال ۱۹۹۲، طی آزمایشی ثابت شد قرارگیری در معرض پیام‌های برگردان شده به دگرگونی چشمگیری در رفتار نمی‌انجامد.  روانشناسی مارک د. آلن می‌گوید «دریافت پیام‌های زیرآستانه‌ای از طریق برگردان کاملاً ناممکن بوده و باور انجام‌پذیری آن به‌غایت مضحک است».

## نمونه‌ها
چند نمونه از پیام‌های خودخواسته‌ای که درون آهنگ‌های معروف به شیوهٔ پنهان‌نگاری در برگردان جاسازی شده‌اند در جدول زیر نمایش داده شده‌اند.
جدول زیر نیز دربردارندهٔ نمونه‌هایی‌است از بخشی از ترانهٔ آهنگ‌های پرآوازه‌ای که گمان می‌رود پیام‌هایی در برگردانشان نهان دارند و توسط دیگران یافته شده‌اند، ولی به‌کارگیری دانستهٔ آن‌ها ازسوی سازندگان تأیید نگردیده‌است.

### کتابشناسی
- Blecha, Peter (2004). Taboo Tunes: A History of Banned Bands and Censored Songs. Backbeat Books. ISBN 0879307927.
- Denisoff, R. Serge (1988). Inside MTV. Transaction. ISBN 0887388647.
- Patterson, R. Gary (2004). Take a Walk on the Dark Side: Rock and Roll Myths, Legends, and Curses. Fireside. ISBN 0743244230.
- Poundstone, William (1983). "Secret Messages on Records". Big Secrets. New York City: William Morrow and Company. ISBN 0-688-04830-7. Archived from the original on 21 December 2010. Retrieved 2006-08-23. Chapter also available with commentary by Malinda McCall.
- Poundstone, William (1986). "Backward Messages on Records". Bigger Secrets. Houghton Mifflin. ISBN 0395453976. Archived from the original on 7 June 2011. Retrieved 2006-08-19.
- Vokey, John R. (2002). "Subliminal Messages". Psychological Sketches (PDF) (6th ed.). Lethbridge, Alberta: Psyence Ink. pp. 223–246. Archived from the original (PDF) on 28 July 2004. Retrieved 2006-07-05.
- Zusne, Leonard (1989). Anomalistic Psychology: A Study of Magical Thinking. Lawrence Erlbaum Associates. p. 78. ISBN 0805805087. {{cite book}}: Unknown parameter |coauthors= ignored (|author= suggested) (help)